# Teeratep Pangkham
Teeratep Pangkham (thailändisch ธีรเทพ ปางคำ, * 8. März 2002) ist ein thailändischer Fußballspieler.

## Karriere
Teeratep Pangkham stand bis Saisonende 2020/21 beim Mahasarakham FC unter Vertrag. Der Verein aus Maha Sarakham spielte in der dritten thailändischen Liga, der Thai League 3. Hier trat er mit dem Verein in der North/Eastern Region an. Für den Verein stand er 13-mal in der dritten Liga auf dem Spielfeld. Zur Saison 2021/22 wechselte er zum Zweitligisten Udon Thani FC. Sein Zweitligadebüt für den Verein aus Udon Thani gab Pangkham am 4. September 2021 (1. Spieltag) im Auswärtsspiel beim Ranong United FC. Hier wurde er in der 89. Minute für Chatchai Nanthawichianrit eingewechselt. Das Spiel endete 3:3. Am Ende der Saison 2022/23 wurde er mit Udon Thani Tabellenletzter und stieg somit aus der zweiten Liga ab. Nach dem Abstieg wurde sein Vertrag nicht verlängert. Im Dezember 2023 nahm ihn der Drittligist Fleet FC unter Vertrag. Mit dem Verein aus Sattahip spielte er elfmal in der Eastern Region der Liga. Nach der Hinrunde wurde sein Vertrag im Dezember 2024 nicht verlängert.